# Metalimnus marmoratus
Metalimnus marmoratus är en insektsart som först beskrevs av Flor 1861.  Metalimnus marmoratus ingår i släktet Metalimnus, och familjen dvärgstritar. Enligt den finländska rödlistan är arten nationellt utdöd i Finland. Arten har ej påträffats i Sverige. Artens livsmiljö är öppna fattigkärr.